# Deimberg
Deimberg là một đô thị thuộc huyện Kusel, bang Rheinland-Pfalz, phía tây nước Đức. Đô thị Deimberg có diện tích 2,08 km², dân số thời điểm ngày 31 tháng 12 năm 2006 là 102 người.